# Кърджалийски отряд (български)
Вижте пояснителната страница за други значения на Кърджалийски отряд.
Кърджалийският отряд е българско военно формирование, формирано и действало по време на Балканската война (1912-1913).

## Формиране
Отрядът е формиран на 11 октомври 1912 г. под името Кърджалийски гарнизон в състав 3-та и 4-та дружини (от 40-и пехотен полк), 1/2 нестроева рота, картечна рота, телефонна команда и парков взвод от 40-и пехотен полк и 4-то планинско нескорострелно отделение. На 16 октомври към него се присъединяват 4-та погранична рота, 7-а погранична дружина, 10-а и 16-а опълченски и 10-а допълваща дружина. На 31 декември 1912 г. щабът на отряда се преименува в щаб на Македоно-Одринското опълчение.

## Боен път
Управлението на отряда поема началникът на Македоно-одринското опълчение генерал-майор Никола Генев.
В 12 часа на 29 октомври 1912 г. от Лозенград началник-щабът на Действащата армия генерал-майор Иван Фичев изпраща телеграма до началника на Македоно-Одринското опълчение генерал-майор Генев в Кърджали със заповед незабавно да настъпи през Мастанлъ - Гюмюрджина за Дедеагач. Задачата на отряда е да бие и разпръсне събралите се в този край башибозуци и редовни войски, да умиротвори областта и да завладее Дедеагач.
В битката при Балкан Тореси на 7 ноември противникът е изтласкан и на 8 ноември отрядът завладява Гюмюрджина без бой. След поражението си в Родопите остатъците от корпуса на Явер паша се оттеглят към долното течение на Марица. Кърджалийският отряд ги преследва. На 14 ноември наближава от запад и юг Мерхамлъ, с което спомага за пленяването на корпуса.